# Dipsacals
Les dipsacals (Dipsacales) són un ordre de plantes angiospermes. L'actual sistema APG IV de classificació de les angiospermes situa aquest ordre dins del clade de les campanúlides, un subclade de les astèrides, i s'hi inclouen dues famílies amb unes 1.100 espècies agrupades en més de 35 gèneres.

## Taxonomia
Aquest ordre va publicat vàlidament l'any 1820 a l'obra O přirozenosti Rostlin : obsahugjej gednánj o žiwobytj rostlin pro sebe a z ohledu giných žiwoků, podlé stawu nyněgss ylo znanj, pýtwn rostlin : názwoslowj audů, hospodářstwj gegich, rozssjřenj po semi a způsob rostlinář zřjditi a zacowati pels botànics Friedrich von Berchtold (1781 – 1876) i Jan Svatopluk Presl (1791 – 1849).

### Famílies
A la classificació del vigent sistema APG IV (2016), dins de l'ordre de les ericals hi ha les dues famílies següents:
- Viburnaceae Raf.[3] - viburnàcies
- Caprifoliaceae Juss. . caprifoliàcies

## Història taxonòmica

### Sistema APG
La primera versió del sistema de classificació APG (1998) va reconèixer l'ordre de les dipsacals dins del subclade del clade eusaterids II, una subclade de les astèrides, amb una composició de 6 famílies, Caprifoliaceae, Diervillaceae, Dipsacaceae, Linnaeaceae, Morinaceae i Valerianace. A la segona versió, APG II (2003), l'ordre va passar a contenir només dues famílies, les sis famílies originals es van fusionar en una, les caprifoliàcies (Caprifoliaceae) i s'hi va afegir la família de les adoxàcies (Adoxaceae), avui dia viburnàcies, que a la primera versió no havia estat inclosa en cap ordre. A la tercera versió, APG III (2009), no hi va haver canvis respecte a l'anterior, però cal remarcar que el clade que havia estat anomenat euasterids II, on s'inclou l'ordre, va rebre l'actual denominació de campanúlides. A la quarta versió, APG IV (2016), no ni va haver canvis pel que fa a les famílies que formaven les dipsacals, però es va fer ressò de la porposta de conservar el nom Viburnaceae en detriment d'Adoxaceae que havia fet l'any 2013 el Comitè de Nomenclatura de Plantes Vasculars (Nomenclature Committee for Vascular Plants), posisionant-se en contra de la seva aprovació definitiva per part del Comitè General de Nomenclatura Botànica (General Committee for Botanical). La família afectada apareix amb la forma "Adoxaceae E.Mey., nom. cons. (= Viburnaceae Raf., nom. cons. prop.)". L'octubre de 2016 el Comitè General de Nomenclatura Botànica va aprovar definitivament la proposta de conservar el nom Viburnaceae. Al lloc web del Grup per a la filogènia de les angiospermes s'ha adoptat el nom Viburnaceae.

### Classificació clàssica
En el Sistema Cronquist del 1981, aquest ordre era dins la subclasse Asteridae i incloïa les famílies Adoxaceae, Caprifoliaceae, Valerianaceae, i Valerianaceae.
En el sistema sistema Takhtadjan del 1997, l'ordre de les dipsacals era dins la subclasse Cornidae i contenia les famílies Caprifoliaceae, Valerianaceae, Triplostegiaceae, Valerianaceae i Morinaceae.